# Eeriness
EERINESS je české sdružení počítačových hráčů. Bylo založeno v červnu roku 2006. Aktuálně se řadí mezi nejúspěšnější herní celky České republiky, což může být dokládáno například zařazením mezi pětici nejlepších tuzemských organizací v projektu GrunexTV. Hlavním cílem sdružení je podpora vlastních hráčů v podobě zabezpečení základních podmínek pro hraní her a účasti na turnajích a podpora hraní počítačových her všeobecně v rámci tzv. elektronického sportu. Zde se jedná především o mediální podporu a zapojení se do jednotlivých projektů dalších organizací, které mají za cíl přiblížit elektronický sport široké veřejnosti. Tým tvoří několik desítek hráčů převážně z České republiky a částečně Slovenska, jenž se pravidelně účastní nejprestižnějších ligových soutěží a turnajů v národním i mezinárodním měřítku. Za svou mnohaletou historii si sdružení vybudovalo dobré renomé a respekt, který je deklarován ziskem 950 ocenění z různých soutěží.

## Historie
Tým eEriness byl založen v červnu roku 2006 skupinou lidí v době, kdy se v České republice stala velice populární hrou Call of Duty 2. Hlavním cílem bylo především hraní zvolené hry, zlepšování týmové souhry a postupná účast v turnajích. Časem se i díky velké konkurenci začal tým rozrůstat o další hráče jiných her a vytvořil se tak multiklan. Mezi podporovanými hrami byly například Counter Strike 1.6 nebo FIFA. Na základě stále většího zápalu se zakládající členové rozhodli vytvořit tým, který by konkuroval ostatním po všech stránkách. Mimo nových herních sekcí byla snaha o získání prvních sponzorů a dosažení větších úspěchů v soutěžích. V současnosti se hráči objevují v nejprestižnějších ligových soutěžích, dotovaných turnajích, účastní se řady LAN akcí, jsou součástí reprezentačních výběrů České republiky nebo drží přední pozice ve výkonnostních žebříčcích. Hráči se pravidelně kvalifikují také na velké tuzemské akce v čele s Mistrovstvím České republiky v počítačových hrách.
Herní klub eEriness stál spolu s týmy eSuba a Inside Games u zrodu vzniku Asociace Gamingových klubů, které za cíl zlepšit pozici klubů v ekosystémů česko-slovenského esportu a nastavit základní standardy důvěryhodnosti a stability klubů.
Dne 5.12.2020 byla uzavřena spolupráce s fotbalovým klubem 1. FC Slovácko na vytvoření společného týmu 1. FC Slovácko eSports.

## Hráči
Tým podporuje nejen herní tituly, které jsou v českém i mezinárodním měřítku nejvíce sledované, ale dává prostor také hráčům méně sledovaných her s malou komunitou. V týmu šlo spatřit hráče Call of Duty 4, Counter Strike:Global Offensive, HearthStone:Heroes of Warcraft nebo Quake Live. Hráči pod klubovými barvami eEriness za dobu své historie navštívili přes 100 LAN akcí. Pravidelná účast v prestižních turnajích a ligových soutěžích dělá z hráčů zkušené soupeře. 

### Účast na mezinárodních turnajích
Mimo českých a slovenských turnajů se hráči účastní i vybraných turnajů s mezinárodní účastí.

#### 2011
- MSI Grunex European LAN ve hře Call of Duty 4 v Praze [5]

#### 2012
- Infinity Csarnok LAN 13 Summer ve hře Counter Strike 1.6 ve Vácu[6]
- Qnatek Summer Battle ve hře Call of Duty 4 v Kyjevu[7]
- Samsung European Encounter (Gamescom) ve hře Dota 2 v Kolíně nad Rýnem[8]

#### 2013
- Infinity Csarnok LAN 15 Spring ve hře Counter Strike:Global Offensive ve Vácu[9]
- CS:GO Prague 10.000€ Challenge ve hře Counter Strike:Global Offensive v Praze[10]

#### 2014
- DreamHack Bucharesti ve hře HearthStone:Heroes of Warcraft v Bukurešti[11]
- DreamHack Winter ve hře HearthStone:Heroes of Warcraft v Jönkönpingu[12]

#### 2015
- DreamHack Bucharesti ve hře HearthStone:Heroes of Warcraft v Bukurešt
- DreamHack Cluj-Napoca ve hře HearthStone:Heroes of Warcraft v Kluži

#### 2016
- FIFA 1v1 Turnier ve Fifa 16 v Erfurtu
- FIFA 1v1 Turnier ve Fifa 16 v Mnichově
- Infinity Csarnok LAN 33 Summer ve hře Counter Strike:Global Offensive ve Vácu

#### 2017
- Droga na IEM / Alienware v Katowicích
- DreamHack Valencia 2017 ve Valencii

#### 2018
- HCT Italy ve hře HearthStone:Heroes of Warcraft ve Varese

#### 2019
- DreamHack Leipzig 2019 ve hře HearthStron:Heroes od Warcraft v Lipsku
- Infinity Csarnok LAN 50 ve hře Counter Strike:Global Offensive ve Vácu

## Ocenění
Hráči za dobu pětileté historie nasbírali přes 650 ocenění, což z týmu eEriness vytváří jednu z nejúspěšnějích tuzemských organizací současnosti. Mezi úspěch lze zařadit i nominace hráčů do reprezentačních výběrů, účast ve výkonnostních žebříčcích nebo přímé pozvánky do atraktivních soutěží.

### Nejvýznamnější trofeje

#### 2008
- 1. místo ve Vánočním turnaji ve hře Starcraft:BroodWar v herně ve Velkém Špalíčku v Brně[13]

#### 2009
- 2. místo ve finále národní kvalifikace World Cyber Games 2009 ve hře Starcraft:BroodWar v herně na Novém Smíchově v Praze[14]
- 1. místo na Venom Gaming LAN ve hře Counter Strike 1.6 v herně ve Velkém Špalíčku v Brně[15]

#### 2010
- 2. místo na Republic of Gamers Underground LAN ve hře Starcraft 2 v Brně[16]
- 2. místo na ASUS Quietus Day LAN ve hře Counter Strike 1.6 v hale v Uherském Hradišti[17]
- 2. místo ve finále národní kvalifikace World Cyber Games 2010 ve hře Starcraft:BroodWar v herně na Novém Smíchově v Praze[18]
- 2. místo na Intel Grunex NHL 09 LAN v herně BattleZone v Praze[19]
- 3. místo v Mezihernovém turnaji 09/2010 ve hře Counter Strike:Source v herně ve Velkém Špalíčku v Brně[20]
- 2. místo v první GIGABYTE Lize ve hře Counter Strike 1.6[21]
- 2. místo v první INTEL Lize ve hře Counter Strike:Source[22]
- 3. místo v Mezihernovém turnaji 11/2010 ve hře Counter Strike 1.6 v herně BattleZone v Praze[23]
- 1. místo v Mezihernovém turnaji 11/2010 ve hře Counter Strike:Source v herně CompPost v Praze[24]
- 2. místo na LAN finále ASUS Tournament v kinosále Palace Cinemas ve Velkém Špalíčku v Brně[25]

#### 2011
- 1. místo v INTEL Counter Strike:Source Lize 2010 v herně ve Velkém Špalíčku v Brně[26]
- 2. místo v Mezihernovém turnaji 02/2011 ve hře Counter Strike:Source v herně CompPost v Praze[27]
- 3. místo v Grunex BigShock LAN #4 ve hře Call of Duty 2 v herně BattleZone v Praze[28]
- 2. místo v Grunex Intel LAN ve hře Starcraft 2 v herně BattleZone v Praze[29]
- 1. místo v Creontech LAN #2 ve hře Counter Strike 1.6 v Bílovci u Ostravy[30]
- 3. místo v INTEL TrackMania Nations Forever Lize III v herně ve Velkém Špalíčku v Brně[31]
- 2. místo v ASUS AMD Underground Counter Strike 1.6 turnaji v herně ve Velkém Špalíčku v Brně[32]
- 1. místo v BigShock Grunex TrackMania turnaji v herně BattleZone v Praze[33]
- 3. místo v ASUS Vulcan turnaji Call of Duty 4 v obchodním centru Chodov v Praze[34]
- 2. místo v Mezihernovém turnaji 11/2011 Call of Duty 2 v herně ve Velkém Špalíčku v Brně[35]

#### 2012
- 1. místo v BENQ TrackMania Nations Forever 3on3 LAN v herně ve Velkém Špalíčku v Brně[36]
- 3. místo v INTEL TrackMania Nations Forever Lize IV v herně ve Velkém Špalíčku v Brně[37]
- 3. místo ve SteelSeries TrackMania Nations Forever Lize V ve Starém Městě u Uherského Hradiště[38]
- 2. místo na MSI Lancraft Spring TrackMania Nations Forever Turnaji ve Starém Městě u Uherského Hradiště[38]
- 2. místo na MSI Lancraft Dota2 Turnaji ve Starém Městě u Uherského Hradiště[38]
- 2. místo na MSI Grunex Call of Duty 4 Turnaji v herně Battlezone v Praze[39]
- 3. místo na BENQ Lancraft Counter Strike 1.6 Turnaji ve Starém Městě u Uherského Hradiště[40]
- 1. místo ve NVIDIA Battlefield 3 Lize ve Starém Městě u Uherského Hradiště[41]
- 1. místo na BENQ Lancraft Battlefield 3 Turnaji ve Starém Městě u Uherského Hradiště[42]
- 1. místo na INTEL Lancraft Dota2 Turnaji ve Starém Městě u Uherského Hradiště[43]
- 1. místo v SteelSeries Monthly Clash Dota2 Turnaji ve Starém Městě u Uherského Hradiště[44]
- 3. místo v Quietus Day Counter Strike 1.6 Turnaji v Popovicích u Uherského Hradiště[45]
- 3. místo v Mezihernovém turnaji 09/2012 ve hře Counter Strike 1.6 v herně Storm Games Club v Bratislavě[46]
- 3. místo v HAL3000 Grunex Call of Duty 4 Turnaji v herně Battlezone v Praze[47]
- 3. místo na Mistrovství České republiky v počítačových hrách ve hře TrackMania Nations Forever v Kongresovém centru Jezerka v Seč[48]
- 2. místo na Mistrovství České republiky v počítačových hrách ve hře League of Legends v Kongresovém centru Jezerka v Seč[49]
- 3. místo ve Finále ASUS Národní Quake Live Ligy v kinosále Břetislava Bakaly v Brně[50]

#### 2013
- 3. místo ve Finále AverMedia MČR tour PragoFFest v Praze[51]
- 1. místo v PragoFFest Quake Beast Cup v Praze[52]
- 1. místo v District Go4Prague v Praze[53]
- 1. místo v ASUS Národní QuakeLive Lize 5 LAN #1 v Brně[54]
- 1. místo v District GO4PRAGUE #2 v Praze[55]
- 2. místo v ASUS Národní QuakeLive Lize 5 LAN #2 v Brně[56]
- 2. místo v ASUS Národní QuakeLive Lize 5 Finals v Brně[57]
- 3. místo v GIGABYTE Lize #1 ve Zlíně[58]
- 2. místo v BENQ Lancraft Summer ve Starém Městě u Uherského Hradiště[59]
- 2. místo v DOTA 2:Techies comeback v Praze[60]
- 2. místo na Mistrovství České republiky v počítačových hrách ve hře DOTA 2 v Praze[61]
- 2. místo v BENQ Grunex Challenge ve hře Counter Strike:Global Offensive v Praze

#### 2014
- 2. místo v EIZO Call of Duty 4 LAN #2 v Praze
- 2. místo v EIZO Call of Duty 4 LAN #3 v Praze
- 2. místo v Alienware Blizzfan Cup ve hře HearthStone v Praze
- 2. místo v ASUS Finals #6 ve hře QuakeLive ve Svitavách
- 2. místo v LANCRAFT Summer ve hře HearthStone ve Starém Městě u Uherského Hradiště
- 3. místo v LoLCon ve hře League of Legends v Praze
- 1. místo v CZ HSWC Qualification ve hře HearthStone v Praze
- 2. místo v LANCRAFT Autumn ve hře HearthStone ve Starém Městě u Uherského Hradiště
- 1. místo v LANCRAFT Autumn ve hře League of Legends ve Starém Městě u Uherského Hradiště
- 2. místo v GameSplit LAN ve hře HearthStone ve Zlíně
- 1. místo na Mistrovství České republiky v počítačových hrách ve hře HearthStone v Praze
- 1. místo v BENQ Grunex Challenge ve hře HearthStone v Praze
- 3. místo v BENQ Grunex Challenge ve hře Counter Strike:Global Offensive v Praze
- 2. místo v ASUS Finals #7 ve hře League of Legends ve Svitavách
- 1. místo v ASUS Finals #7 ve hře QuakeLive ve Svitavách
- 2. místo v ASUS Finals #7 ve hře QuakeLive ve Svitavách

#### 2015
- 3. místo ve Fujitsu Liga LAN #3 ve hře HearthStone v Praze
- 1. místo v CSNO Tournament ve hře HeathStone v Praze
- 1. místo v North Cup ve hře HearthStone v Liberci
- 2. místo v Lancraft ve hře Heroes of the Storm v Ostravě
- 2. místo v DXRacer Invitational ve hře HearthStone ve Svitavách
- 1. místo v ASUS Finals #8 ve hře QuakeLive ve Svitavách
- 3. místo ve Fujitsu Liga LAN  #13 v Ostravě
- 3. místo na Mistrovství České republiky v počítačových hrách ve hře Counter Strike:Global Offensive v Brně
- 1. místo v SGC Echo Slam ve hře Dota 2 v Bratislavě
- 1. místo na ASUS Finals #9 ve hře QuakeLive ve Svitavách

#### 2016
- 2. místo ve FIFA 16 1vs1 Erfurt ve hře FIFA 16 v Erfurtu v Německu
- 3. místo v Y-Games Challenge Summer 2016 ve hře Counter Strike:Global Offensive v Bratislavě
- 2. místo v Y-Games Challenge Summer 2016 ve hře Dota 2 v Bratislavě
- 1. místo v G4F Challenge ve hře HearthStone v Liberci
- 1. místo v Dota cARnage #2 ve hře Dota 2 v Praze
- 3. místo v RoG FINALS #10 ve hře Counter Strike:Global Offensive ve Svitavách
- 3. místo v Infinity Csarnok LAN #33 ve hře Counter Strike:Global Offensive ve Vácu v Maďarsku
- 1. místo v Ostrava Championship ve hře Counter Strike:Global Offensive v Ostravě
- 3. místo v Brno Major v Dotě 2 v Brně
- 3. místo v Quietus Day 2016 ve hře Counter Strike:Global Offensive ve Starém Městě u Uherského Hradiště
- 2. místo v MSI Games ve hře Counter Strike:Global Offensive v Bratislavě
- 1. místo na Mistrovství Slovenské republiky ve hře Dota 2 v Bratislavě
- 2. místo v MČR FIFA 17 – ForGames ve hře FIFA 17 v Praze
- 2. místo na Mistrovství České republiky v počítačových hrách ve hře HearthStone v Brně

#### 2017
- 2. místo v Droga na IEM ve hře HearthStone v Katowicích v Polsku
- 1. místo v DXRacer MČSR PS4 FIFA 17 1v1 Kvalifikace #2 ve hře FIFA 17 v Praze
- 1. místo v Y-Games 2017 ve hře Dota 2 v Bratislavě
- 2. místo v Y-Games 2017 ve hře HearthStone v Bratislavě
- 1. místo v Predator League 1 Finals ve hře Counter Strike:Global Offensive v Praze
- 2. místo v PGway Trnava Major 2017 ve hře Counter Strike:Global Offensive v Trnavě
- 3. místo v PG WAY 2017 ve hře Clash Royale v Trnavě
- 1. místo v Tiger Masters S3 Kvalifikace #3 ve hře Counter Strike:Global Offensive v Praze
- 1. místo v Zetko eSports 3v3 ve hře Clash Royale v Praze
- 2. místo v DELL Roadshow ve hře Counter Strike:Global Offensive v Bratislavě
- 2. místo na Mistrovství Slovenské republiky ve hře Dota 2 v Bratislavě
- 1. místo v DXRacer MČSR Finále ve hře FIFA 18 v Praze
- 2. místo v Tiger Masters S3 Finále ve hře Counter Strike:Global Offensive v Praze
- 2. místo v MČR v mobilních hrách 2017 ve hře HearthStone v Brně
- 1. místo v Hitpoint FINALS #13 ve hře Counter Strike:Global Offensive ve Svitavách

#### 2018
- 3. místo v UNIZA Masters 2018 ve hře HearthStone  v Žilině
- 1. místo v Ohrozim REBORN ve hře Dota 2 v Ohrozimi
- 2. místo v CZ-SK Dota 2 Lize ve hře Dota 2 v Praze

#### 2019
- 3. místo v UNIZA Masters 2019 ve hře HearthStone  v Žilině
- 2. místo v Infinity Csarnok LAN 50 ve hře Counter Strike:Global Offensive ve Vácu